# Двойные неприятности Святого
«Двойные неприятности Святого», другой перевод названия «Неприятности Святого с двойником» (англ. The Saint's Double Trouble) — американский детективный фильм с элементами комедии режиссёра Джека Хайвли, который вышел на экраны в 1940 году.
Это четвёртый из восьми фильмов студии RKO Pictures о частном детективе и борце с преступностью Саймоне Темпларе по прозвищу Святой и первый фильм в киносериале, который прямо не основывается ни на одном из произведений создателя образа Святого, британского писателя Лесли Чартериса, который тем не менее участвовал в работе над сценарием.
В этом фильме Джордж Сандерс исполняет двойную роль не только Саймона Темплара, но и его двойника, гангстера Дюка Бейтса, который незаконно переправляет алмазы из Каира в Филадельфию, используя для этого мумию в саркофаге. Когда обнаруживают убитым одного из преступных охотников за бриллиантами, подозрение полиции падает на Святого. Затем следуют убийства ювелира и профессора египтологии, после чего Саймону с помощью дочери профессора Энн (Хелен Рейнолдс) и инспектора Фернака (Джонатан Хейл) удаётся разоблачить преступников и устроить дело так, чтобы Дюк Бейтс был застрелен полицией.
Большинство современных критиков позитивно оценивают картину, отмечая увлекательный сюжет, живую режиссёрскую работу Хайвли, отличную игру Джорджа Сандерса в двойной роли и присутствие, хотя и не столь заметное, Белы Лугоши. Отмечалось также, что в картине больше экшна и меньше отвлекающего юмора, чем в других фильмах цикла.

## Сюжет
В Каире член банды контрабандистов драгоценностей по прозвищу Партнёр (Бела Лугоши) подкладывает что-то в саркофаг с мумией, который от имени Саймона Темплара направляется в Филадельфию профессору Горацио Биттсу. Получив саркофаг, профессор Биттс (Томас В. Росс) рассказывает дочери Энн (Хелен Рейнолдс), что хорошо знает Саймона, который в течение трёх лет стажировался у него в Англии. Биттс прячет мумию в кладовую комнату, собираясь представить её в ближайшее время научной общественности. Позже вечером, когда Биттс уходит в университет, через окно в его кабинет проникает незнакомец, обнаруживая мумию. Когда на свет заходит Энн, незнакомец выходит из кладовой, и Энн узнаёт в нём Саймона Темплара (Джордж Сандерс). Энн возвращает ему перстень с инициалами «С.Т.», который тот когда-то подарил ей в Англии, после чего он быстро скрывается через окно.
В этот же день к шефу детективов полицейского управления Филадельфии Джону Болену (Дональд Макбрайд) заходит его коллега из Нью-Йорка, инспектор Генри Фернак (Джонатан Хейл), который прибыл в город на отдых. Во время их встречи Болена срочно вызывают в дом Биттса, где в саду найден труп неопознанного мужчины, который был убит ударом ножа в спину. Фернак обнаруживает около трупа карточку Святого с подписью «Так умирают все предатели». Болен естественно подозревает в убийстве Святого, и, учитывая, что Фернак имеет богатый опыт работы со Святым, Болен уговаривает нью-йоркского инспектора помочь ему в расследовании этого дела.
По возвращении в гостиничный номер Фернак встречает там Саймона Темплара, известного как Святой, который только что на корабле прибыл из Каира, чтобы увидеться с профессором Биттсом. Фернак говорит, что час назад в саду Биттса было совершено убийство, и что он нашёл там карточку Святого, но не верит, что это сделал Саймон. Намереваясь немедленно снять с себя подозрения, Саймон направляется вместе с Фернаком к Биттсу. Энн рассказывает им, что незадолго перед убийством, Саймон был в их доме и разговаривал с ней, что его крайне удивляет. Саймон говорит, что из Каира прислал профессору мумию, и просит Энн провести его в кладовую, чтобы показать мумию. Оставшись там наедине, Энн спрашивает Саймона не он ли убил мужчину в саду, так как она обнаружила на месте преступления тот самый перстень с инициалами, который, вероятно соскользнул с его пальца. Саймон забирает у неё перстень. Пока Энн отворачивается в сторону, Саймон извлекает из мумии кусочек лезвия и незаметно прячет его в карман. После этого Саймон предлагает Фернаку пойти домой, обещая через 48 часов найти убийцу.
К ювелиру Эфраиму Бёрду (Байрон Фолджер) заходит мелкий бандит Лимпи (Джон Ф. Хэмилтон), который предлагает партию алмазов, однако Бёрд отказывается из брать, советуя сначала огранить их заново у опытного подпольного ювелира по прозвищу Голландец, который недавно прибыл в город из Каира. Затем Лимпи заходит в кафе «4 колокола» и спускается в бандитское логово в подвале, где докладывает о разговоре с Бёрдом своему главарю по прозвищу Босс, который выглядит в точности как Саймон Темплар. Выяснив, что Бёрд встречался с Голландцем и может вывести на него, Босс решает сам разобраться с Бёрдом, поручая Лимпи и другому бандиту Монку (Эллиотт Салливан) встретить Партнёра, который должен прибыть этим вечером.
Прочитав в газете о том, что в городе орудует банда контрабандистов драгоценных камней, Саймон посылает начальнику каирскому тюрьмы от имени Болена телеграмму с просьбой выяснить, не сбежал ли из его заведения известный вор драгоценностей. Затем Бёрд отправляется в ювелирный магазин в поисках огранщика, который может быстро обработать большую партию алмазов, и его направляют к Бёрду. Саймон приходит к Бёрду, где находит того убитым, а на груди у него лежит карточка с текстом «Он знал слишком много — умер слишком рано. С.Т.». Саймон вырывает из записной книжки Бёрда страницу и уходит. По адресу из записной книжки Саймон приходит в кафе «4 колокола», где бармен Мэк (Уолтер Миллер), Лимпи и Монк его принимают за Босса. В тайном кабинете Монк читает ему телеграмму от Партнёра, который вечером прилетает в Филадельфию. Саймон отпускает Лимпи и Монка, а сам направляется в аэропорт. В аэропорту Партнёр принимает Святого за Босса, и они вместе едут в город, чтобы провести взаимные расчёты. Некоторое время спустя в кафе появившийся Босс срочно вызывает своих подручных, и к их удивлению требует ответа, почему они не встретили Партнёра. Вскоре у кафе появляется сам Партнёр, заявляя, что Босс встретил его в аэропорту и направил сюда. Босс заявляет ему, что не встречал его в аэропорту и вообще сегодня его не видел. Он догадывается, что в городе появился Святой и требует срочно разыскать его.
Болен получает ответ из каирской тюрьмы, в котором сообщается, что преступник по имени Хелм Ван Рун, известный как Голландец, бежал из тюрьмы и должен быть задержан. Вечером Святой незаметно пробирается в кабинет Болена, что читает телеграмму о бегстве Голландца из тюрьмы и вместо неё оставляет свою записку. После его ухода в кабинете появляются Фернак и Болен, обнаруживая, что телеграмма из Каира исчезла, а вместо неё на столе лежит записка: «Прежде всего, узнайте, почему Голландец был убит. С. Т.» Святой под видом Босса приходит в бандитское логово, спрашивая у Лимпи и Монка, где Партнёр. Когда недоумевающие бандиты отвечают, что он ушёл вместе ним, появляется настоящий Босс, и по его приказу банда достаёт оружие и задерживает Святого. Босс забирает у него перстень и надевает себе на палец. В этот момент появляется Партнёр, который предлагает не убивать пока Святого, а спрятать его. Святого связывают и запирают в тёмной комнате.
Босс рассказывает Партнёру, что вынужден был убить Голландца, когда тот напал на него в саду Биттса. Партнёр говорит, что специально помог Голландцу бежать из тюрьмы, чтобы тот заново огранил алмазы, но теперь их придётся везти на огранку в Нью-Йорк. Когда Босс передаёт Партнёру один мешочек с алмазами, тот отвечает, что отправил из Каира в мумии два мешочка по 50 камней в каждом. Приказав ждать его на месте, Босс отправляется в дом профессора Биттса за вторым мешочком. В тот момент, когда профессор Биттс в своей мастерской обследует мумию, обнаруживая мешочек с алмазами, появляется Босс, который убивает профессора из револьвера и забирает мешочек. На выстрел прибегает Энн, которая видит лишь скрывающегося через сад человека, похожего на Святого.
Тем временем Святому удаётся развязаться, после чего он расшатывает решётку на окне и убегает. Купив газету, он читает заголовок: «Святого разыскивают за убийство профессора Биттса». На листе газеты Святой пишет: «Можете найти Святого в 7 вечера по адресу Саут-Уотер, 326», и с посыльным отправляет эту записку Фернаку и Болену. Когда по поводу убийства профессора Фернак и Болен расспрашивают Энн у неё дома, туда звонит Святой. Он заявляет девушке: «Я этого не делал. Если приедешь на Саут-стрит, 326, я покажу тебе убийцу отца», после чего кладёт трубку. Энн чуть раньше приезжает по этому адресу, где видит, как она думает, Святого, но это Босс. Он говорит, что оставаться здесь опасно, и отправляет Энн на её машине со своим водителем Монком в гостиницу, обещая позже всё объяснить. Саймон из-за угла наблюдает за этой сценой, после чего незаметно цепляется за багажник отъезжающего автомобиля Энн. Вернувшись в логово, Босс видит, что Святой сбежал. Но он не волнуется, так как уверен, что Святой вернётся в логово в поисках Энн, причём один, так как не будет обращаться в полицию.
В машине Монк душит Энн до потери ей сознания, а затем на ходу выпрыгивает. Видя это, Саймон пробирается в салон и выпрыгивает вместе с Энн за несколько мгновений до того, как машина на полном ходу падает в реку и тонет. Отправив Энн домой, Саймон направляется в «4 колокола», где перед входом под видом Босса принимает отчёт Монка об убийстве Энн. Когда тот догадывается, что перед ним не Босс, Святой, скрыто угрожая оружием, проходит с Монком через тайный ход в логово, оказываясь в тёмной комнате. Оттуда Святой проходит в кабинет Босса, арестовывая всю банду. Однако Босс нажимает тайную кнопку в полу, и сзади появляется бармен Мэк, который хватает Святого, и его разоружают. Затем его связывают и выводят через подвал на частный пирс, где прячут под брезентом в моторной лодке.
Получив, наконец, записку от Святого, Фернак и Болен срочно выезжают в кафе «4 колокола» по адресу Саут-Уотер, 326. Партнёр на улице замечает приближение полиции, после этого банда решает бежать по реке. Полиция успевает арестовать всю банду, лишь Лимпи удаётся сбежать на моторной лодке, в которой лежит связанный Саймон. Фернак открывает по ней огонь, убивая Лимпи и делая большую пробоину в корпусе, через которую начинает затекать вода. Саймон лишь в последний момент перед затоплением успевает развязаться, после чего доплывает до берега.
Вернувшись в гостиницу, Святой читает в газете заголовок: «Полиция задержала Святого», после чего пишет письмо: «В 9.00 вечера Святой выберется из тюрьмы и будет идти по улице в чёрном женском платье и с вуалью». Затем он звонит Фернаку и женским голосом говорит, послал ему письмо и чтобы тот ждал важную информацию в 8:55. В камеру к Боссу, которого полиция принимает за Святого, приходит Саймон в женском платье с закрытым вуалью лицом, выдавая себя перед охраной за вдову профессора, миссис Биттс. Оставшись в камере наедине, Святой, угрожая оружием, отбирает у Босса спрятанные в каблуках ботинок алмазы, а также перстень. Намеренно оставив на столе револьвер, Святой подставляется с тем, чтобы Босс мог ударить его и сбежать. Когда Святой от удара теряет сознание, Босс переодевается в его женскую одежду и беспрепятственно выходит на улицу. В этот момент появляется Фернак, который преследует его. Когда Босс начинает стрелять, полицейский убивает его. Затем Фернак заходит в камеру Святого, быстро понимая по шраму на руке, что убил не Святого, а Босса. Саймон рассказывает, что Босс использовал его имя для организации контрабанды алмазов. Он также говорит, что Босс убил Голландца, Бёрда и профессора Биттса. К участку подъезжает Энн, которая, увидев на пальце убитого перстень Святого, тут же уезжает. В камере Святой отдаёт Фернаку мешочек с алмазами, после чего по договорённости связывает его и затыкает кляпом рот, а сам, надев шляпу и пальто Фернака, выходит из здания. Он приезжает к Энн, рассказывая ей историю с Боссом и их поразительным внешним сходством. Затем он возвращает ей перстень, который она отдала Боссу, думая, что это Святой. Вскоре появляются Болен и Фернак, чтобы арестовать Святого, но тот успевает незаметно выскочить в окно. Фернак видит, как Святой убегает, но хранит молчание. Забравшись на ограду, Святой дружески машет рукой Фернаку и Энн, после чего удаляется.

## В ролях
- Джордж Сандерс — Саймон Темплар / Босс Дюк Бейтс
- Хелен Рейнолдс — Энн Биттс
- Джонатан Хейл — инспектор Генри Фернак
- Бела Лугоши — Партнёр
- Дональд Макбрайд — главный детектив Джон Х. Болен
- Томас В. Росс — профессор Хорацио Т. Биттс
- Джон Ф. Хэмилтон — Лимпи
- Эллиотт Салливан — Монк
- Байрон Фолджер — Эфраим Бёрд (в титрах не указан)

## Создатели фильма и исполнители главных ролей
Режиссёр Джек Хайвли был опытным режиссёром фильмов категории В, поставив в период с 1939 по 1948 год 16 картин, среди которых криминальные фильмы «Святой берётся за дело» (1940), «Святой в Палм-Спрингс» (1941), «Улица удачи» (1942), а также мелодрама «Лэдди» (1940) и комедия «Четыре Джека и одна Джилл» (1942). С 1950 по 1981 год Хайвли работал практически исключительно на телевидении, где, в частности, поставил 71 эпизод сериала «Лесси» (1960—1973), 25 эпизодов сериала «Дни в Долине смерти» (1967—1970), 15 эпизодов сериала «Жизнь и времена Гриззли Адамса» (1977—1978) и 13 эпизодов сериала «Гекльберри Финн и его друзья» (1980).
В период с 1939 по 1941 год Джордж Сандерс сыграл роль Святого в пяти фильмах, это больше чем любой другой актёр. Затем студия RKO Pictures перевела Сандерса на роль другого вымышленного джентльмена-детектива Гэя Лоуренса, он же Сокол, которого он сыграл в трёх картинах. В дальнейшем Сэндерс добился известности ролями в таких фильмах, как «Портрет Дориана Грэя» (1945), «Призрак и миссис Мьюр» (1947), «Всё о Еве» (1950), которая принесла ему премию «Оскар» за роль второго плана, «Путешествие в Италию» (1954) и «Выстрел в темноте» (1964).
Хотя его кинокарьера охватила почти пять десятилетий, Бела Лугоши более всего известен по своим ролями в фильмах ужасов 1930-х годов, таких как «Дракула» (1931), «Остров потерянных душ» (1932), «Чёрный кот» (1934), «Ворон» (1935) и «Сын Франкенштейна» (1939).

## История создания фильма
Это четвертый фильм серии RKO Pictures о Святом и третий для Джорджа Сандерса в роли Саймона Темплара, он же Святой.
Это первый фильм в серии, который не основан непосредственно ни на одном из оригинальных романов о Святом, хотя автор Лесли Чартерис внёс свой вклад в развитие сюжета, и сценарий Бена Холмса представлен в экранных титрах как основанный на рассказе Лесли Чартериса.
Фильм был снят в студии RKO Pictures всего за 19 дней. Он находился в производстве с начала ноября по 30 ноября 1939 года и вышел на экраны 26 января 1940 года.

## Двойная роль Джорджа Сандерса
Как пишет Беккер, "на протяжении всего фильма то и дело возникают сцены, в которых представители обоих сторон не понимают, с кем они разговаривают, с Темпларом или с боссом Дьюком. Наконец, при помощи Святого, Дюка и его банду захватывают, хотя полиция и считает, что схватила и бросила в тюрьму Темплара. Затем настоящий Темплар переодевается женщиной в вуали, и «позволяет находящемуся в тюрьме Дюку вырубить его и сбежать в женском обличье, но только для того, чтобы быть застреленным полицией, как это подстроил Темплар». Как отмечает киновед, «это редкий случай в серии фильмов (хотя и не в книгах) о Святом, когда в Темпларе проявились жестокие черты характера, поскольку он, по сути, стоит за убийством босса Дюка Бейтса. Возможно, это было сделано в обмен на жестокое и ненужное убийство Дюком профессора Биттса в начале фильма».
Как пишет историк кино Дерек Виннерт, «после долгой неразберихи с участием двух Джорджей Сандерсов, которые во многом похожи, за исключением того, что носят разные костюмы, а у настоящего Джорджа более шикарный акцент, темп ускоряется примерно на полпути, и кульминация фильма проходит в захватывающем стиле: Темплар спасается с тонущего катера и придумывает дьявольскую смерть для похожего на него злодея».

## Эпизоды экшна
Как пишет Беккер, в фильме есть два традиционных для сериалов остросюжетных момента. В одном из них Энн Биттс без сознания находится в автомобиле, который на большой скорости без водителя несётся к причалу. Темплар, прицепившийся на заднем бампере автомобиля, на ходу пробирается в салон и спасает Энн как раз перед самым падением автомобиля в воду с большой высоты. Во втором эпизоде Темплар оказывается связанным и с кляпом во рту на дне лодки, на которой один из преступников пытается бежать. Инспектор Фернак несколькими выстрелами с берега убивает бандита, но при этом проделывает дырки в корпусе лодки, не зная, что Темплар находится на борту. Судно с Темпларом, связанным внутри, начинает тонуть. Темплару лишь в последний момент удается развязаться и доплыть до безопасного места, прежде чем лодка окончательно тонет. По мнению Беккера, "эти два эпизода несколько необычны для сериала о Святом, где для создания напряженности и таинственности, как правило, используются диалоги и неподвижные сцены. Такое новшество лишь повышает интерес к этому замечательному фильму.

## Оценка фильма критикой

### Общая оценка фильма
По мнению историка кино Рона Беккера, «это ещё один захватывающий фильм серии о Святом, который оживляют исполнение Джорджем Сандерсом двойной роли и необычный выбор звезды фильмов ужасов Белы Лугоши на роль одного из преступников». Как далее пишет киновед, «есть также долгожданное возвращение Джонатана Хейла в роли инспектора Фернака и интересный сюжет, связанный с контрабандой алмазов». В целом, по его мнению, «это интересная детективная история, особенно в начале фильма, когда становится понятно, что у Святого есть двойник. И если зритель не станет сомневаться в том, что у человека может быть точный двойник с точно таким же голосом, история для него логически перейдет к интересному завершению. В фильме мало комедии и ещё меньше романтики, так что детективная загадка всегда находится на переднем плане сюжета».
Киновед Дерек Виннерт также позитивно оценил картину, написав, что «Джек Хайвли привносит в этот забавный фильм живую режиссуру, используя юмор (к счастью, его не так много, как обычно в сериале), а также саспенс». Критик также отметил, что «фильм хорошо себя зарекомендовал благодаря сценарию Бена Холмса, черно-белой операторской работе Джея Роя Ханта и музыке Роя Уэбба, а также в других областях». С другой стороны, историк кино Деннис Шварц пришёл к заключению, что это «плохо проработанный, неуклюжий и запутанный фильм, где Святой работает по обе стороны закона». По мнению Шварца, «режиссёр Джек Хайвли не очень-то преуспел со Святым ни в качестве похитителя драгоценностей, ни в качестве сыщика… Фильм включает в себя длинный список трюков, сыгранных Саймоном Темплером и злодеем, известным как Босс, и все они неправдоподобны и опускают сюжет на несколько ступеней ниже обычной детективной истории о Святом».

### Оценка актёрской игры
Как пишет Виннерт, «восхитительный Джордж Сандерс, похоже, явно наслаждается тем, что ему приходится играть две роли, когда Саймон Темплер обнаруживает, что похититель драгоценностей, за которым он охотится — это его точный двойник, безжалостный главарь банды контрабандистов Дюк Бейтс, известный как Босс». Кроме того, по словам Виннерта, «Хотя Сандерс — это крупный и плотный мужчина, но в нескольких экшн-сценах фильма он на удивление подтянут и проворен».
С другой стороны, по мнению рецензента журнала TV Guide, «это, пожалуй, самая слабая игра Сандерса во всём сериале. В роли сыщика он, как всегда, остроумен, однако в роли похитителя драгоценностей он никогда не был особенно убедителен. Сандерс появляется в сценах с самим собой с помощью рирпроекции, и, хотя технически всё выполнено хорошо, часто бывает трудно определить, кто из персонажей кто». В одной из сцен хороший Святой, изображающий Босса, встречается с Боссом, изображающим Святого. «К сожалению, то, что могло бы быть вдохновенным безумием, представлено без обычного стиля и остроумия, которые присущи сериалу, и сюжет быстро запутывается».
Как отмечает Рон Беккер, «Бела Лугоши в роли помощника контрабандиста в очередной раз попытался избавиться от образа персонажа „фильма о монстрах“. Всегда интересно увидеть Лугоши в роли, не относящейся к жанру ужасов, особенно когда он в добром здравии и с энтузиазмом исполняет свою роль. Также приятно видеть Лугоши в важной роли, а не просто как отвлекающую фигуру, кем он часто был в фильмах ужасов. Это необычный выбор актёра для этого сериала и несомненный плюс для фильма».
Виннерт также отмечает, что «звезда фильмов ужасов, Лугоши желанный гость в роли помощника злодея, но, несмотря на интересные идеи, роль недостаточно хорошо проработана» сценаристами и после первых сцен не имеет сильного продолжения. Слабо проработана и роль главной героини, которую сыграла Хелен Рейнолдс.